# Costerina
Targi Książki Kaszubskiej i Pomorskiej „Costerina” – organizatorem Targów jest Burmistrz i Rada Miasta Kościerzyna oraz Biblioteka Miejska im. ks. Konstantego Damrota w Kościerzynie.
Celem Targów jest promocja autorów i wydawnictw literatury kaszubskiej i pomorskiej oraz tworzenie możliwości nawiązania kontaktów i współpracy z autorami i wydawcami. Targi odbywają się latem.

## Historia
Kościerzyna ma tradycje czasopiśmiennicze i wydawnicze. Stąd wywodzi się wielu twórców literatury kaszubskiej, na czele z Aleksandrem Majkowskim. Organizacją targów do 2002 roku zajmował się Kościerski Dom Kultury. Od 2003 roku organizacja targów pod względem merytorycznym spoczywa na Bibliotece Miejskiej w Kościerzynie, której zadaniem jest śledzenie rynku wydawniczego, nawiązywanie kontaktów z autorami i wydawcami. Impreza ta nie ma mieć wyłącznie komercyjnego charakteru. Ma stanowić niejako formę promocji autorów i wydawnictw literatury kaszubskiej i pomorskiej, a także czytelnictwa. Kościerskie targi przyciągają wydawców, autorów, środowiska naukowe, bibliotekarzy, księgarzy oraz miłośników książek. Na targach istnieje możliwość bezpośredniego zakupienia książek po cenach promocyjnych. W trakcie trwania targów odbywają się na scenie wywiady z autorami i wydawcami oraz czytanie fragmentów utworów.
Pomysłodawcą organizacji targów był prof. zw. dr hab. Tadeusz Linkner i nadal aktywnie realizuje swój pomysł, będąc przewodniczącym komisji oceniającej publikacje zgłoszone do konkursu. Od początku istnienia Targów autorzy i wydawcy ubiegają się w konkursach o nagrodę „Remusowej Kary” w kategorii wydawnictw literatury kaszubskiej oraz nagrody dotyczącej wydawnictw literatury pomorskiej. 
Na przestrzeni 10-lecia w targach brały udział następujące wydawnictwa: CZEC, Bernardinum, Książnica Pomorska, Marpress, Polnord Oskar, Region, Rost, Słowo/obraz terytoria, Instytut Kaszubski w Gdańsku, Wydawnictwo Uniwersytetu Gdańskiego, BIT, Wydawnictwo NOWATOR Papier i Poligrafia, Media Kociewiak, Muzeum Piśmiennictwa i Muzyki Kaszubsko-Pomorskiej w Wejherowie.